# فجل الخيل الفالدفياني
فجل الخيل فالدفياني (الاسم العلمي:Armoracia valdiviana) هو نوع غير مؤكد من النباتات يتبع جنس فجل الخيل من الفصيلة الكرنبية.